# Lakownicowate
Lakownicowate (Ganodermataceae) rodzina grzybów należąca do rzędu żagwiowców (Polyporales).

## Systematyka
Pozycja w klasyfikacji według Index Fungorum: Ganodermataceae, Polyporales, Incertae sedis, Agaricomycetes, Agaricomycotina, Basidiomycota, Fungi.
Według CABI databases bazującej na Dictionary of the Fungi do rodziny Ganodermataceae należą rodzaje:
- Amaurodermellus Costa-Rezende, Drechsler-Santos & Góes-Neto 2020
- Cristataspora Robledo & Costa-Rezende 2020
- Furtadoella B.K. Cui & Y.F. Sun 2022
- Furtadomyces Leonardo-Silva, Cotrim & Xavier-Santos 2022
- Neoganoderma B.K. Cui & Y.F. Sun 2022
- Sanguinoderma Y.F. Sun, D.H. Costa & B.K. Cui 2020
- Sinoganoderma B.K. Cui, J.H. Xing & Y.F. Sun 2022
- Trachydermella B.K. Cui & Y.F. Sun 2022[2].

Po usunięciu z rodziny większości wcześniej do niej należących taksonów, w tym lakownicy (Ganiderma), nazwa naukowa i polska rodziny stały się niespójne z jej zawartością.